# Bassin des Mines
Pour les articles homonymes, voir Mine.

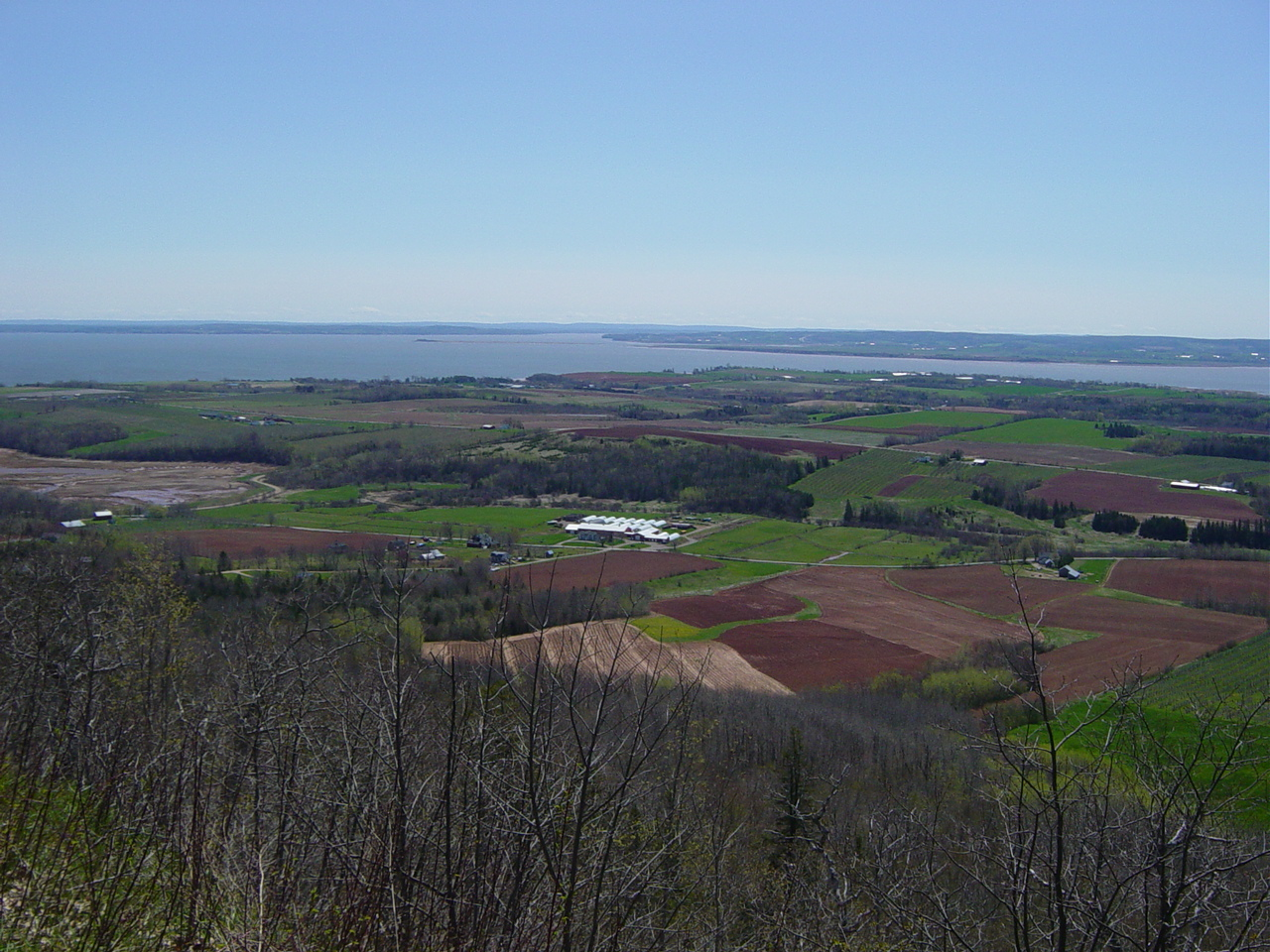
Vue du bassin des Mines

Le bassin des Mines, ou bassin de Minas, est une baie située en Nouvelle-Écosse. Une ligne formée par le cap Split et le cap Sharp la délimite de la baie de Fundy, à l'ouest.
Le bassin des Mines, avec la baie de Chipoudy a été reconnu comme faisant partie du réseau de réserves pour les oiseaux de rivage de l'hémisphère occidental depuis 1988.

## Historique
Avant la déportation des Acadiens en 1755, le bassin des Mines était le château fort et la région la plus peuplée d'Acadie.  Il contenait les villages de Grand-Pré, Les Mines, Pisiguit, et Cobéquid.
Un certain nombre de ces Acadiens trouva refuge dans les bois du comté d'Aroostook dans le Maine.

## Démographie
| Année | Nombre d'habitants |
| ----- | ------------------ |
| 1671  | ?                  |
| 1686  | 57                 |
| 1693  | 305                |
| 1698  | ?                  |
| 1701  | 487                |
| 1703  | 527                |
| 1707  | 677                |
| 1714  | 1 031              |
| 1730  | 2 500              |
| 1737  | 3 736              |
| 1748  | 5 000              |